# 叙事

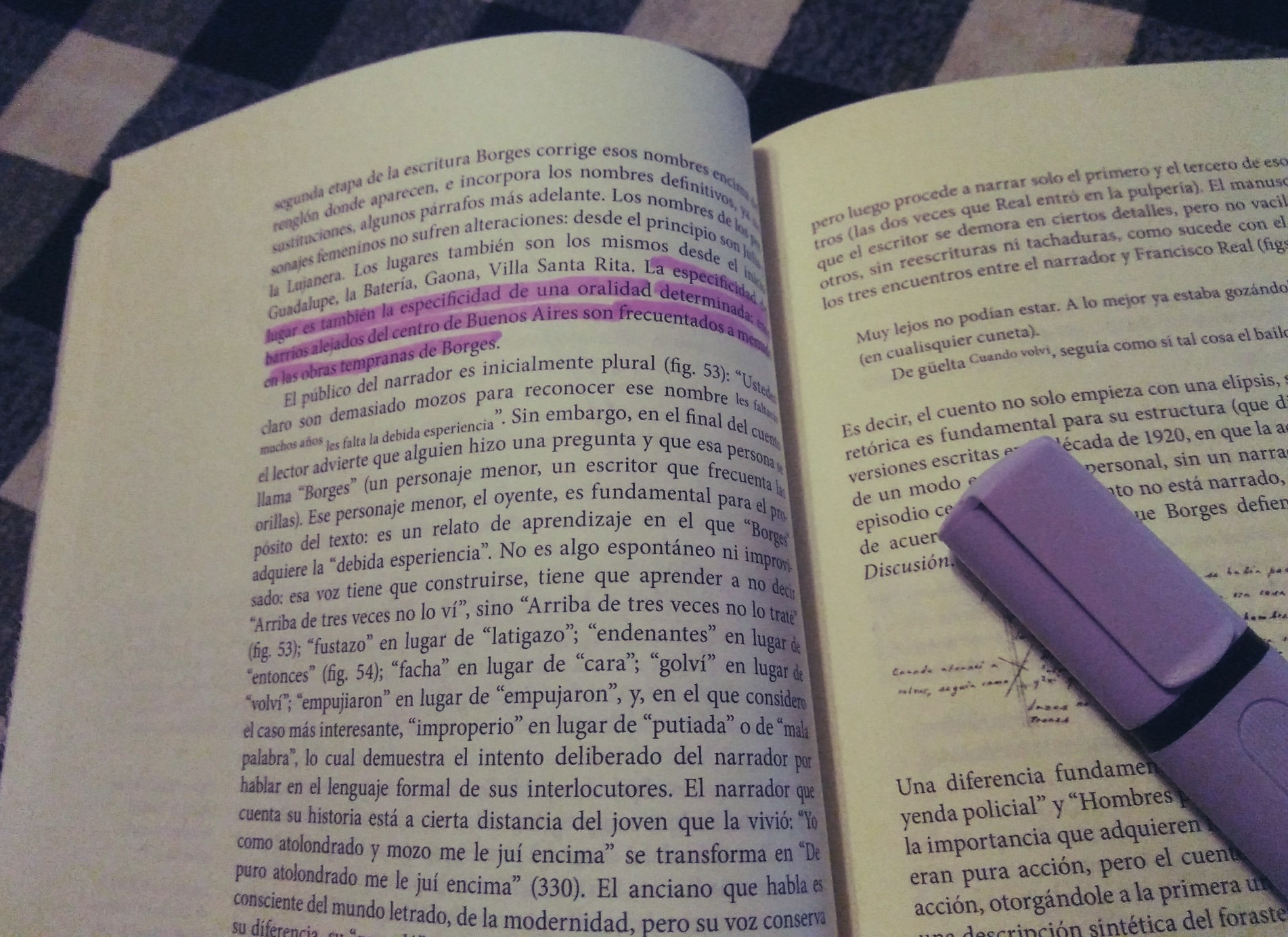
丹尼爾·鮑德斯頓（Daniel Balderston）著《波赫士方法》（El Método Borges），此書詳細分析了波赫士的寫作方法。

敘事（英語：narration）、敘述或記敘，是以書面或口頭評論的形式，向觀眾傳達故事的方式。敘事由敘述者（英語：narrator）傳達：即故事創作者所設計用以向觀眾提供資訊的特定人物，或非特定的文學聲音，特別是關於情節（一連串事件）的資訊。所有書面故事（如小說、短篇小說、詩歌、回憶錄等）都需要敘事，以完整呈現故事。至於其他敘事形式，如電影、戲劇、電視節目與電子遊戲，則不一定需要敘事，因故事可以透過角色間的對話或視覺動作來傳達。

## 敘事方式
敘事方式（英語：narrative mode），有時亦作敘事技巧的同義詞，涵蓋了創作者設計敘述者與敘事內容時所作的選擇，包括：
- 「敘事觀點」、「敘述視角」或「敘述聲音」：指敘述者所使用的人稱，以建立敘述者與觀眾是否參與故事的關係；同時亦涵蓋敘述者所能掌握與呈現的資訊範圍；
- 「敘事時態」：即選擇使用文法時態中的過去式或現在式，以確定情節的完成時間或即時性；
- 「敘事技巧（英语：Narrative technique）」：泛指協助敘事的各種其他方法，例如建立故事的背景（時間與空間位置）、刻畫角色（英语：Characterization）、探討主題（核心理念或議題）、架構情節、選擇性地表達特定細節、遵循或顛覆文學類型規則、使用特定語言風格，及採用各式其他敘事手法等。

因此，敘事涵蓋了「誰」來講述故事以及「如何」講述（例如使用意識流或不可靠敘事）。敘述者可能是匿名或不明身份，也可能是參與自身故事（不論虛構或真實）的角色，甚至是作者本人作為角色出場。敘述者也可能只是單純向觀眾敘述故事而不參與情節，其對角色思想與遙遠事件的了解程度亦可有所不同。有些作品會有多視角敘事的敘述者，以描繪不同角色於不同時間的故事線，構成複雜的敘事視角。

## 敘事觀點
關於敘事觀點（英語：narrative point of view）的本質，學界長期以來有諸多爭論。不同的理論試圖從人稱、視角、聲音、意識、焦點等面向定義敘事觀點。敘事觀點是敘述者在故事中所處的位置與性質。例如，敘事中常見第一人稱與第三人稱之分，傑拉爾·熱內特稱之為「故事內敘事」（英語：intradiegetic narrative）與「故事外敘事」（英語：extradiegetic narrative）。

### 文學理論
俄羅斯符號學家鮑里斯·烏斯賓斯基將敘事觀點分為五個層面：空間、時間、心理、語言與意識形態。美國文學評論家蘇珊·斯尼亞德·蘭瑟（Susan Sniader Lanser）亦發展出這些分類。
心理觀點聚焦於角色行為。蘭瑟指出，這是「敘事觀點中極為複雜的層面，因其涵蓋敘述者與文本中每個角色及事件之間距離或親密程度的廣泛議題」。
意識形態觀點不僅是「敘事觀點中最基本的層面」，也是「最難以形式化的，因為其分析在某種程度上倚賴直覺理解」。此觀點聚焦於敘述者或角色的規範、價值、信仰與世界觀。其意識形態可能明示（蘭瑟稱為「顯性意識形態」），或潛藏於文本的「深層結構」，難以察覺。

### 第一人稱
第一人稱視角透過一位自我指涉且參與故事的敘述者來敘述故事。敘述者使用如「我」「我們」等第一人稱代詞來指涉角色，藉此與讀者建立親近關係。

### 第二人稱
第二人稱視角與第一人稱類似，也存在不可靠性的可能。敘述者講述自身經歷，但透過使用「你」這一第二人稱代詞建立某種距離感（常具諷刺性）。這並非真正面向讀者的直接講話，即便表面如此，例如伊塔羅·卡爾維諾的元小說《如果在冬夜，一個旅人》。其他著名例子包括傑伊·麥克倫尼的小說《燈紅酒綠》、洛里·摩爾與朱諾·迪亞斯的短篇小說、安迪·威爾的《蛋》、米歇爾·布托爾的《變》，以及N·K·傑米辛的小說《第五季》與其續作中的部分章節。
| “                                           | 你不是那種清晨會出現在這種地方的人。但你來了，而且你不能說這片地帶完全陌生，雖然細節有些模糊。 | ” |
| ——傑伊·麥克倫尼的《燈紅酒綠》（1984年）開場 |                                                                                                |   |

穆赫辛·哈米德的《不情愿的原教旨主义者》（The Reluctant Fundamentalist）、遊戲書（如美國的與英國的《戰鬥幻想》系列）並非真正的第二人稱敘事，因為其中有隱含的敘述者或作者對觀眾說話。這種面向讀者的技巧是遊戲媒介中的普遍特徵，無論目標年齡或角色扮演遊戲系統的複雜度如何。類似地，文字冒險遊戲如《巨洞冒險》與《魔域》，通常也是敘述玩家所見與所為。此外，一些圖像遊戲中也有類似的文字段落，例如Spiderweb Software的作品中廣泛使用跳出式文字描述角色與場景。查爾斯·斯特羅斯小說《Halting State》的大部分文段便採用了這種第二人稱敘事，向此風格致敬。

### 第三人稱
第三人稱敘事中，敘述者使用如「他」、「她」等人稱代詞指涉角色，並不使用第一或第二人稱。

#### 全知或有限
「全知」觀點由具全盤視角的敘述者呈現，能知曉故事世界中發生的一切，包括所有角色的思想與情感。十九世紀小說常見全知敘事者，如查爾斯·狄更斯、列夫·托爾斯泰與喬治·艾略特的作品。
「有限」或貼近式的第三人稱視角僅限於某個角色的觀點，例如J·M·庫切的《恥》。
部分小說使用多重觀點，透過不同章節分別呈現多個視角，如的《英國病人》、克萊爾·梅蘇德的《皇帝的孩子》、喬治·R·R·馬丁的《冰與火之歌》系列、羅賓德拉納特·泰戈爾於1916年撰寫的《家與世界》（有三位視角角色）以及雷克·萊爾頓的《混血營英雄》系列（視角會定期切換）。《哈利·波特》系列主要集中於主角視角，但在後期部分章節也會轉為其他角色（如在開頭以麻瓜首相為視角）。

#### 主觀或客觀
「主觀」視角是敘述者傳達一名或多名角色的思想、情感與觀點。「客觀」視角的敘述者不描寫任何角色的思想、意見或感受，而是以客觀中立的方式敘述。

### 交替視角與多重視角
雖然小說（或其他敘事作品）常採用單一視角貫穿全作，但有些作者會使用多重視角，例如不同第一人稱敘述者間的切換，或在第一人稱與第三人稱間交替。D·J·麥克海爾的冒險小說系列《潘德拉貢》共十冊，即在主角旅程中的第一人稱視角（手寫日記）與聚焦其家中朋友的非具身第三人稱視角之間來回切換。
在美洲原住民社群中，敘事與講故事常由多位長者共同進行。這使故事具有流動性，會因敘述者與聽眾的關係而有所調整，因此每個故事可能有無數變體。敘述者經常會做出細微改動，以配合不同聽眾的需求。
多重敘述不僅是風格選擇，也是一種詮釋方式，有助於展現社會認同的發展及其對整體敘事的影響。李·哈林（Lee Haring）以阿拉伯民間故事《一千零一夜》為例，說明如何透過框架敘事鬆散地連接每個故事，將它們置於更大的敘述中。他並將《一千零一夜》與愛爾蘭鄉村、印度洋西南部島嶼、以及非洲如馬達加斯加的口述傳統進行比較：
| “ | 『我跟你說吧，』鐵匠說，『只要你在我修劍的時候講個故事給我聽，我明天就幫你把劍修好。』說這話的是一位1935年的愛爾蘭說書人，正在用一則故事包裹另一則故事。這一情境令人聯想到《一千零一夜》，其中嫉妒者與被嫉妒者的故事嵌套在第二個苦行者的故事這一主故事中，整部作品中有許多類似的故事層層嵌套。 | ” |

## 時態
在敘事中使用過去時表示情節事件發生於敘述者現在時點之前。這是最常見的敘事時態，可用於敘述敘述者遠過去或近期過去的事件，實務上兩者等同於其當下。無論故事背景在讀者的過去、現在或未來，都可使用過去時。
若以現在時敘述，情節則呈現為正在發生於敘述者當下。現代小說中使用此時態的例子如蘇珊·柯林斯的《飢餓遊戲》三部曲。現在時亦可用來敘述過去事件，此稱為「歷史現在時」。這種時態在口語敘述中較常見，在文學中則有時用來增加情節的即時感。電影劇本也通常以現在時書寫。未來時最為罕見，用來描述敘述者當下之後發生的情節事件。這類敘述通常帶有敘述者對未來的預知（或預期），因此許多未來時敘事具有預言性的語調。

## 技巧

### 意識流
意識流敘事嘗試再現敘述角色的思維過程，而非僅描述其行動與言語。此類敘事常呈現內心獨白、欲望或動機，以及不完整的思緒片段，這些內容可能向觀眾表露，卻不一定透露給故事中的其他角色。典型例子包括的與《我彌留之際》中的多位敘述者情感，以及小說中主角奧芙佛瑞德支離破碎的內心想法。愛爾蘭作家詹姆斯·喬伊斯的《尤利西斯》亦為此風格的代表。

### 不可靠敘述者
不可靠敘事即由一位不可信的敘述者講述故事。此種手法常營造觀眾對故事產生懷疑或不確定感，並使讀者質疑何者為真、何者為虛。不可靠敘述者多為第一人稱，但也可為第三人稱。例子如的小說，主角·偏執、情緒化又稚氣，經常刻意隱瞞或扭曲資訊，即為不可靠的敘述者。

### 引用
1. ↑  Hühn, Peter; Sommer, Roy. . The Living Handbook of Narratology. Interdisciplinary Center for Narratology, University of Hamburg. 2012  [2025-05-02]. （原始内容存档于2024-10-07） （英语）.
2. 1 2  Bonheim 1992，第16–17頁.
3. ↑  Chamberlain 1990，第1頁.
4. ↑  James McCracken (编).  Online. Oxford University Press. 2011  [2011-10-16]. （原始内容存档于2008-01-11） （英语）.
5. ↑  Genette 1980，第228頁.
6. 1 2  Uspenskij 1973，第8頁.
7. ↑  Lanser 1981，第55頁.
8. ↑  Lanser 1981，第201–202頁.
9. ↑  Lanser 1981，第216–217頁.
10. ↑  Wyile, Andrea Schwenke. . Children's Literature in Education. 1999, 30 (3): 185–202. ISSN 0045-6713. S2CID 142607561. doi:10.1023/a:1022433202145 （英语）.
11. ↑  . Publishers Weekly. 2007-10-01  [2025-05-02]. （原始内容存档于2021-02-28） （英语）.
12. ↑  Stross, Charles. . Antipope.   [2025-05-02]. （原始内容存档于2021-02-24） （英语）.
13. ↑  Ricoeur 1990，第89頁.
14. ↑  Herman, Jahn & Ryan 2005，第442頁.
15. ↑  Mountford, Peter. . Writer's Digest.   [2020-07-28]. （原始内容存档于2021-05-13） （英语）.
16. ↑  Rowling 2005，第6–18頁.
17. ↑  Dynes 2014，§ Using Third Person.
18. ↑  White, Claire E. . The Internet Writing Journal. Writers Write. 2004  [2023-01-25]. （原始内容存档于2024-12-16） （英语）.
19. ↑  Piquemal, Nathalie. . 2003 （英语）.
20. ↑  Haring, Lee. . Marvels & Tales. 2004-08-27, 18 (2): 229–245. ISSN 1536-1802. S2CID 143097105. doi:10.1353/mat.2004.0035 （英语）.
21. ↑  Walter, Liz. . Cambridge Dictionary Blog. Cambridge University Press. 2017-07-26  [2020-07-28]. （原始内容存档于2021-01-21） （英语）.
22. ↑  Schiffrin, Deborah. . Language. March 1981, 57 (1): 45–62. ISSN 0097-8507. JSTOR 414286. doi:10.2307/414286 （英语）.
23. ↑  The Editors of Encyclopaedia Britannica. . Encyclopedia Britannica. 2024-05-21  [2025-05-02]. （原始内容存档于2015-05-10） （英语）.
24. ↑  Murphy, Terence Patrick; Walsh, Kelly S. . Journal of Literary Semantics. 2017, 46 (1): 67–85. S2CID 171741675. doi:10.1515/jls-2017-0005 （英语）.

### 書目
- Lanser, Susan Sniader. . Princeton, NJ: Princeton University Press. 1981 （英语）.
- Uspenskij, Boris. . 由Zavarin, Valentina; Wittig, Susan翻译. Berkeley, CA: University of California Press. 1973 （英语）.
- Ricoeur, Paul. . University of Chicago Press. 1990-09-15. ISBN 978-0-226-71334-2 （英语）.
- Dynes, Barbara. . United Kingdom: Constable & Robinson. 2014. ISBN 978-1-47211-003-9 （英语）.
- Chamberlain, Daniel Frank. . ITHAKA. 1990. ISBN 9780802058386. JSTOR 10.3138/j.ctt2ttgv0 （英语）.
- Genette, Gérard. . 由Lewin, Jane E.翻译. Foreword by Jonathan Culler. Ithaca: Cornell University Press. 1980. ISBN 0-8014-9259-9. LCCN 79013499. OL 8222857W （英语）.
- Herman, David; Jahn, Manfred; Ryan. . Taylor & Francis. 2005. ISBN 978-0-415-28259-8 （英语）.
- Rowling, J. K. . London: Bloomsbury. 2005. ISBN 978-0-7475-8108-6 （英语）.
- Rasley, Alicia.  1st. Cincinnati, Ohio: Writer's Digest Books. 2008. ISBN 978-1-59963-355-8 （英语）.
- Card, Orson Scott.  1st. Cincinnati, Ohio: Writer's Digest Books. 1988. ISBN 978-0-89879-307-9 （英语）.
- Fludernik, Monika. . London: Routledge. 1996 （英语）.
- Stanzel, Franz Karl. . 由Goedsche, Charlotte翻译. Cambridge: Cambridge University Press. 1984 （英语）.
- Bonheim, Helmut. . Cambridge: D.S. Brewer. 1992. ISBN 978-0-85991-086-6 （英语）.